# Norberto Boggio
Norberto Constante Boggio (11 sierpnia 1931 w Santa Fe, zm. 20 grudnia 2021) – argentyński piłkarz, napastnik (lewoskrzydłowy). Czasami w literaturze występuje jako Norberto Oscar Boggio.
Swoją karierę rozpoczął w pierwszoligowym klubie CA Banfield, który w okresie 1955–1956 grał w drugiej lidze. Następnie przeniósł się do klubu San Lorenzo de Almagro. Jako gracz klubu San Lorenzo wziął udział w finałach mistrzostw świata w 1958 roku, gdzie Argentyna odpadła w fazie grupowej. Boggio zagrał tylko w meczu z Irlandią Północną.
Rok później wziął udział w ekwadorskim turnieju Copa América, gdzie Argentyna została wicemistrzem Ameryki Południowej. Boggio zagrał w trzech meczach – z Paragwajem, Ekwadorem i w przegranym aż 0:5 meczu z Urugwajem.
Razem z klubem San Lorenzo Boggio w 1959 roku zdobył mistrzostwo Argentyny, dzięki czemu wziął udział w turnieju Copa Libertadores 1960 – pierwszej edycji Pucharu Wyzwolicieli. Jego klub dotarł do półfinału, gdzie po trzech wyrównanych meczach uległ minimalnie urugwajskiemu klubowi CA Peñarol, który okazał się później zdobywcą najważniejszego klubowego pucharu Ameryki Południowej.
W 1961 roku Boggio wraz z San Lorenzo zdobył wicemistrzostwo Argentyny. Boggio w latach 1970–1971 grał także w Meksyku, w klubie Atlante FC.
W latach 1958–1961 rozegrał w reprezentacji Argentyny 11 meczów, w których nie zdobył żadnej bramki. W lidze argentyńskiej natomiast Boggio rozegrał 230 meczów i zdobył 78 bramek.